# かのせ温泉
かのせ温泉（かのせおんせん）とは、新潟県東蒲原郡阿賀町鹿瀬にある温泉。稀に漢字表記の鹿瀬温泉で呼ばれることもある。

## 泉質
- ナトリウム-塩化物・硫酸塩泉
  - 泉温　58℃
- 源泉掛け流し方式。鉄分を多く含んでいて、赤褐色のお湯である。

## 温泉地

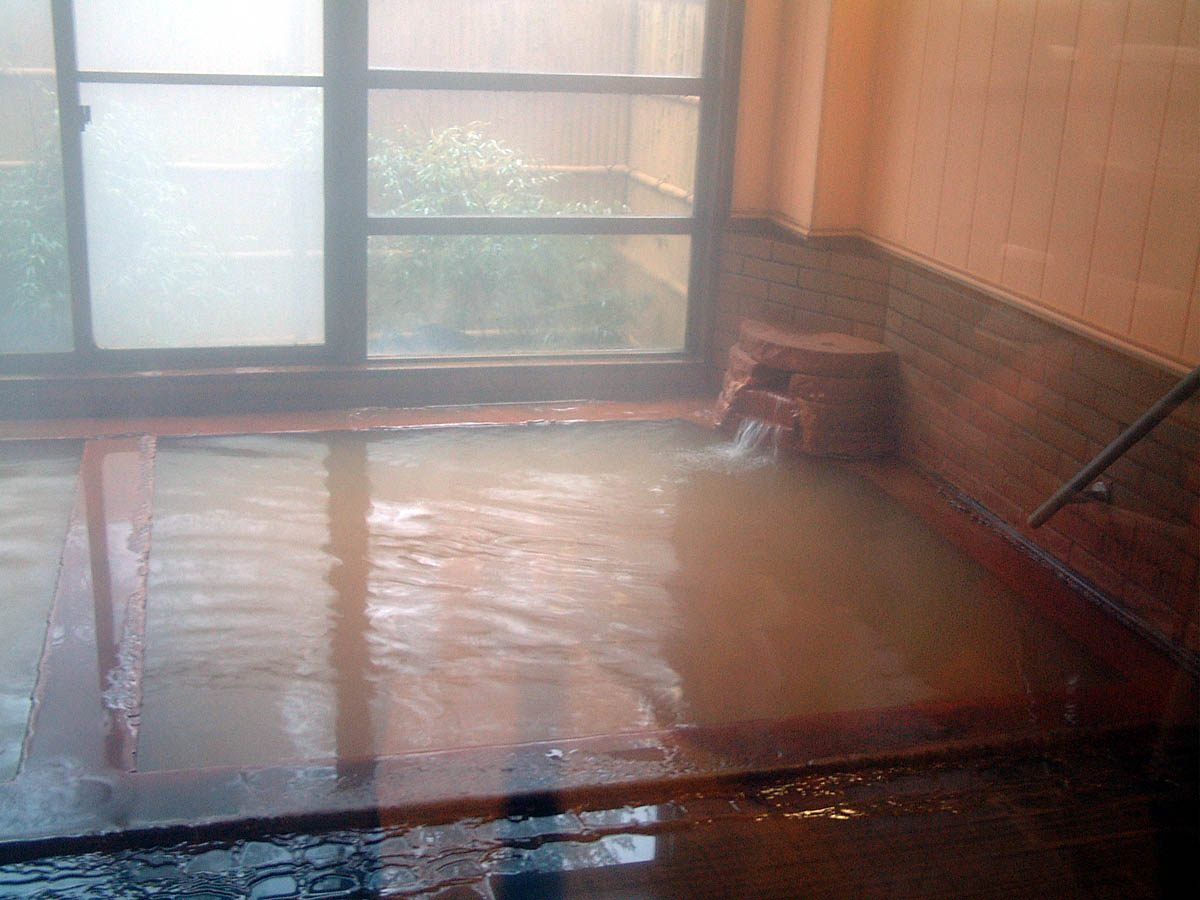
「かのせ温泉赤湯」の内風呂

飯豊山地の麓、鹿瀬ダムから東に上った先の高台に温泉施設が点在する。
日帰り入浴施設は、町営の「かのせ温泉赤湯」が1軒のみ存在する。建物は質素な木造建築となっている。
宿泊施設としては「角神湖畔青少年旅行村」が存在する。施設内には温泉付のバンガローもある。受付は「かのせ温泉赤湯」で行っている。
かつてはもう一軒、「赤崎荘」という旅館があったが、現在は休業中。
すぐ近くには角神温泉がある。

## 歴史
平成2年（1990年）に旧鹿瀬町が温泉を掘削に成功。一時は「かのせ温泉赤湯」も休業していたが、2020年7月15日に再開した。

## アクセス
- JR磐越西線・鹿瀬駅より車で5分。
- 鹿瀬コミュニティバス「角神旅行村」バス停より徒歩約5分。
- 磐越自動車道津川ICより車で約15分。